# Palpator sicilicus
Palpator sicilicus är en stekelart som beskrevs av Andrey Ivanovich Khalaim 2006. Palpator sicilicus ingår i släktet Palpator och familjen brokparasitsteklar. Inga underarter finns listade i Catalogue of Life.